# هيئة البحوث العسكرية (مصر)
هيئة البحوث العسكرية هي إحدى هيئات القوات المسلحة المصرية وتختص بتقديم البحوث والمجلدات المتخصصة للعسكريين المصريين، كما تقدم أيضا إصدارات دورية عسكرية (مجلة الدفاع، مجلة النصر) والتي تطرح للمدنيين، بالإضافة إلى دورها في توثيق التاريخ العسكري للقوات المسلحة المصرية.

## الإدارات التابعة
- إدارة المتاحف العسكرية.[1]
- دار الدفاع للصحافة و النشر

## رؤساء الهيئة
- لواء أركان حرب / هاني شبانة.[2]
- لواء أركان حرب / هشام عبد الغفار المرسي.[3]
- لواء أركان حرب / ايهاب فكري.[4]
- لواء أركان حرب / خالد لبيب.[5]
- لواء أركان حرب / أيمن نعيم ثابت.[6]
- لواء أركان حرب / رضا فاضل.[7]
- لواء أركان حرب / محمد سالمان الزملوط.[8]
- لواء أركان حرب / شريف فهمي بشارة.[9]
- لواء أركان حرب / جمال شحاتة.[10]
- لواء أركان حرب / أحمد عبد الهادي صادق.[11]
- لواء أركان حرب / محسن مفيد بسادة.[12]
- لواء أركان حرب / محمد عبد المنعم.[13]
- لواء أركان حرب / جمال الحضري.[14]
- لواء أركان حرب / محمد عبد الوهاب الدويك.[15]
- لواء أركان حرب / زكريا حسين.[16]
- لواء أركان حرب / سمير يسري عوض.[17]
- لواء أركان حرب / صليب منير بشارة.[18]
- لواء أركان حرب / عبد الوهاب الحديدي.[19]
- لواء أركان حرب / علي عبد الحميد عرفة.[20]
- لواء أركان حرب / علي توفيق غزي.[21]